# Pterocheilus laticeps
Pterocheilus laticeps är en stekelart som beskrevs av Cresson 1872. Pterocheilus laticeps ingår i släktet palpgetingar, och familjen Eumenidae. Inga underarter finns listade i Catalogue of Life.